# Ahi (Miliz)
Die Ahi (Kurzform von Aku Hidupuntuk Integrasi, deutsch Ich lebe für Integration) war eine pro-indonesische Miliz (Wanra) im von Indonesien seit 1975 besetzten Osttimor. Sie hatte ihr Operationsgebiet im Distrikt Aileu.

## Hintergrund
Milizenführer war Horacio Araújo, ein Angestellter unter dem Distriktskommandanten (Dandim). Eine andere Quelle nennt Thomas Mendonça, ehemaliger Vorsitzender des Distriktsrats. Die Ahi arbeitete zusammen mit dem lokalen indonesischen Militär und der Kopassus. Der Distriktsadministrator Oberst Suprapto Tarman arbeitete eng mit der Miliz Ahi zusammen, ebenso das lokale, indonesische Militär. Die Miliz wurde offiziell am 27. März 1999 gegründet. Als Uniform trugen die Milizionäre schwarze T-Shirts und schwarze Hosen.
Die Anwerbung für die Miliz wurde von der indonesischen Armee vorangetrieben. Einen Monat vor dem Unabhängigkeitsreferendum in Osttimor am 30. August 1999 ordnete der Dandim Major Maman Rachman seine Unteroffiziere im Subdistrikt Remexio an, jeweils mindestens zehn Unterstützer der Autonomie zu „registrieren“. Jeder erhielt zwei Säcke Reis, die jeweils an die Milizionäre weitergegeben werden sollten. Im Dorf Saboria wurden junge Männer bei einer von Armee, Polizei und Miliz organisierten Pro-Autonomie-Veranstaltung gezwungen Mitglied in der Miliz zu werden. Die Jugendlichen wurden zunächst zur Teilnahme an der Veranstaltung gezwungen und mussten an einem Ritual mit Blutschwur teilnehmen. Ein junger Mann, der sich weigerte, wurde 24 Stunden im Büro der Ahi festgehalten und bewusstlos geschlagen wurde, um ihn zum Beitritt zur Miliz zu zwingen.
Unmittelbar nach dem Wahlgang begannen Ahi-Milizionäre auf die Suche nach Führern der Unabhängigkeitsbewegung Conselho Nacional de Resistência Timorense (CNRT) in Remexio, Laulara und Lequidoe zu gehen. Nach einem Bericht der Menschenrechtsorganisation Fortilos wurde die Razzia von Suprapto Tarman angeordnet, weil die Bevölkerung seiner Anweisung, vom Wahlgang fortzubleiben, nicht gefolgt waren.
Der Ahi werden mehrere Morde zur Last gelegt. Die Ahi hat auch Häuser niedergebrannt und war an der Zwangsdeportation der Zivilbevölkerung in den indonesischen Teil Westtimors nach dem 30. August 1999 beteiligt.